# Johan von der Pahlen
Johan von der Pahlen, född 1601 i Arensburg, Ösel, död 1694, var en svensk militär.

## Biografi
Johan von der Pahlen föddes 1601 i Arensburg på Ösel. Han var son till kaptenen Carsten von der Pahlen och Margareta Yxkull. von der Pahlen antogs 1619 vid överste Schmelings regemente i Polen och arbetade där med tre hästar. Han blev 1621 anställ i svensk tjänst och blev 1630 löjtnant vid kurländska kavalleriregementet, med avsked 1639. von der Pahlen blev 1656 överstelöjtnant. Han avled 1694 och begravdes i Reval.

### Egendom
von der Pahlen ägde Astrau (Taurup) i Sissegals socken.

### Familj
von der Pahlen gifte sig 7 maj 1639 med Elisabet Christina Catharina von Rosen, dotter till ståthållaren Bogislaus von Rosen på Jama och Koporie och Maria von Molkenbuhr. De fick tillsammans barnen lantrådet och generalmajoren Johan Anders von der Pahlen (1642–1696) kommendanten Bogislaus von der Pahlen (1646–1719), på Revals slott, lantrådet och majoren Gustaf Christian von der Pahlen (1648–1736), ryttmästaren Otto Magnus von der Pahlen (död 1710) vid Livregementet till häst, överstelöjtnanten Fredrik Adolf von der Pahlen (1653–1709) vid Nylands och Tavastehus läns kavalleriregemente och löjtnanten Carl Detlof von der Pahlen (död 1677).